# Aria (bande dessinée)
Pour les articles homonymes, voir Aria (homonymie).
Aria est une série de bande dessinée belge d'heroic fantasy créée par Michel Weyland. Elle compte 40 albums publiés entre 1982 et 2021 tout d'abord chez Le Lombard, puis dans la collection Repérages de Dupuis en 1994.
Les aventures d'Aria sont prépubliées dans Tintin dans les années 1980 et au début des années 1990, puis dans Spirou de 2002 à 2004. Après quelques années d'absence, la série réintègre les pages de Spirou de 2010 à 2015.

## Synopsis
Aria est une guerrière sans attache qui vit à une époque de type médiéval fantastique, où la science côtoie la magie, où le spirituel s'oppose au pouvoir ou le sert. Elle voyage de village en village, aide les faibles, lutte pour sa liberté. Munie de sa beauté, de son audace et de son agilité, elle sort en vainqueur de tous ses défis. Aucun homme, quels que soient ses pouvoirs ou sa puissance, ne lui fait peur.

## Historique
Née de l'imagination du dessinateur belge Michel Weyland, Aria apparaît pour la première fois en noir et blanc en janvier 1980 dans l'édition belge de l'hebdomadaire Tintin, inaugurant la rubrique « Pour ou contre » où les lecteurs, en votant, décidaient de la poursuite ou de l'arrêt des bandes dessinées proposées. Un nombre important de vote favorable donnait droit à une publication en couleurs.
La Fugue d'Aria est publié sous la forme d'un récit à suivre dans le supplément belge du magazine.
Aria prend enfin des couleurs dans un récit complet de 5 pages, Aria et le dragon, paru dans les éditions belge et française de Tintin le 1er juillet 1980. Dès lors, les aventures d'Aria s'enchaînent dans l'hebdomadaire, avant d'être publiées en album à partir de 1982 aux Éditions du Lombard avec La Fugue d'Aria et La Montagne aux sorciers. Si Michel Weyland dessine et écrit les scénarios, c'est sa femme, Nadine Weyland qui réalise la plupart des couleurs. Toutes les histoires font l'objet d'une prépublication dans Tintin puis son successeur Hello Bédé avant de sortir en album, et cela jusqu'en 1992. Sentant que Hello Bédé va cesser de paraître, Michel Weyland quitte cette année-là le magazine et rejoint Spirou. L'éditeur belge Dupuis prend le relais pour la publication des albums en 1994. Le rythme prépublication/album se poursuit jusqu'en 2004, les histoires étant dévoilées directement en album par la suite (exceptions faites entre 2010 et 2015 où les prépublications ont de nouveau lieu).
L'arrêt de la série est décidé en 2017 au vu de l'érosion des ventes : Aria est peu présente en grandes surfaces et le nombre de librairies diminue. Le trente-neuvième tome sort en 2019, avant la réalisation du dernier Carnet de voyage.
Le dernier album d'Aria, Carnet de voyage, sort en 2021. Il ne s'agit pas d'une nouvelle histoire mais d'un florilège de croquis et de la reprise de trois courtes histoires parues dans les années 1980 dans Tintin. Michel Weyland met ainsi fin à la série, ayant décidé de prendre sa retraite.

## Personnages
- Alkaïr : frère de Vinken à qui il a déclaré la guerre dans l'espoir de récupérer ses territoires. Bien que Vinken ait une armée puissante, celle-ci ne peut rien face à la magie des sorciers d'Alkaïr (La Montagne aux sorciers).
- Arcane : fillette d'une dizaine d'années. Elle a le pouvoir de lire le futur dans les lignes des feuilles vertes au printemps et le passé dans les feuilles à l'automne. Ses parents ont été tués par le seigneur de la ville (La Septième Porte) plus tard elle aidera Aria à fuir une cité puis mettra au monde un futur prophète mais elle mourra par la suite (Le Cri du prophète).
- Aria : héroïne de la série, elle a été enlevée à son oncle et contrainte au vol et à la prostitution, mais s'est révoltée et enfuie. Aventurière, elle parcourt le monde avec Furia, son cheval, luttant pour la liberté et la justice. Au cours de son périple, elle retrouve Tigron, ami d'enfance, avec qui elle a un fils, Sacham.
- Arobate : un homme mystérieux qui accompagne Aria et son escorte quand elle essaye de rentrer enceinte en Arnolite (La Fleur au ventre).
- Benja : personnage drogué et affaibli à force de sucer son médaillon hallucinogène, Aria le prend sous son aile lors du voyage vers le lac miraculeux, le protégeant du mépris d'Uthar (Les Chevaliers d'Aquarius).
- Djaï : orphelin recueilli par Aria après le massacre de sa famille, il aide Aria lors de leur infiltration dans le campement de Galbec (La Fugue d'Aria).
- Elfa : magicienne qui envoute les habitants de son petit village grâce à des bustes en cire afin qu'ils la servent et la vénèrent (La Montagne aux sorciers).
- Furia : cheval choisi par Aria dans le deuxième album et qui partagera toutes ses aventures ultérieures.
- Galbec : envahisseur arrêté dans sa conquête des territoires de Suryam par Aria (La Fugue d'Aria).
- Ganièle : femme de Glore et sosie d'Aria, elle découvre que Glore veut se débarrasser d'elle et laisse Aria tomber dans le piège à sa place (Janessandre). Lors du retour d'Aria, elle lui dit regretter son geste et lui demande de l'escorter jusque chez ses parents (Le Cri du prophète).
- Glore : esclave en fuite ayant subi la transformation du lac d'Aquarius, il tente d'amener Aria à rejoindre son armée d'hommes-dragons (Les Chevaliers d'Aquarius), puis essaie de prendre le pouvoir du royaume dont il était l'esclave (Les Larmes de la déesse). Beaucoup plus tard, Aria le rencontre marié à Ganièle, son sosie, et lui doit son séjour en Améronne (Janessandre).
- Glunard : aubergiste, mari d'Ophale. Son âme a été emprisonnée dans une bille de pierre qu'Aria devra détruire pour le libérer (L'Âme captive).
- Guévrenne : homme qui a vécu des centaines d'années, il a été le mari d'Ove (Ove). Il mourut dans la forêt de Satan (La Vestale de Satan).
- Kapal : musicien au service d'un pirate, les sons qu'il tire de son instrument permettent de détruire les navires récalcitrants, mais ils perturbent également son esprit, le faisant obéir à n'importe quel ordre (La Montagne aux sorciers).
- Œil d'ange : il se porte chance et porte aussi chance à ses compagnons durant leurs voyage (Œil d'ange). Il est le père du prophète avec Ganiel (Le Cri du prophète).
- Ophale : femme de l'aubergiste Glunard dont l'âme a été emprisonnée dans une bille de pierre. Elle entreprend, avec l'aide d'Aria, d'apporter cette bille aux draguédons afin qu'ils la détruisent et permettent ainsi de libérer l'âme de son mari (L'Âme captive).
- Plume : enfant dont le poussar a été volé par son père adoptif afin d'orner son casque. Il sera autiste jusqu'à ce qu'Aria le lui rapporte (Le Poussar).
- Ramasch : il vit dans la crasse alors qu'il a fait fortune et possède plusieurs auberges. Il est l'ancien compagnon de Marlanne (Le Poussar).
- Rénaël : un des fils de l'immortel Guévrenne qui sera brièvement un compagnon d'Aria (La Vestale de Satan).
- Rexanne : guerrière à la tête d'un groupe de mercenaires, elle est engagée par Aria, alors au début de sa grossesse, pour l'escorter jusqu'à son château en Arnolite (La Fleur au ventre). Invitée par Aria à rester avec elle dans son château, elle empêche Tigron de tuer son fils, Sacham (La Griffe de l'ange). Sœur du petit Plume, elle manipule Aria pour qu'elle aide celui-ci à retrouver son poussar (Le Poussar). Elle est grièvement blessée lors de l'attaque du château d'Aria, dont elle a la garde, par un groupe de brigands (La Poupée aux yeux de lune).
- Sacham : fils d'Aria et de Tigron, il vient au monde couvert d'écailles, raison pour laquelle son père tente de le tuer avant d'être chassé par Aria (La Griffe de l'ange). Soigné par les Frônes dont il a hérité d'un pouvoir de guérison, il part à la recherche de son père en espérant ainsi se débarrasser de cauchemars dans lesquels il le revoit en train d'essayer de le tuer (La Voie des rats). À la suite d'une dispute avec Marvèle, sa compagne, il tombe gravement malade, jusqu'à ce qu'Aria vienne le soigner (Chant d'étoile). Accompagné par sa mère et sa compagne, il part se mettre au service d'un seigneur dont les enfants sont atteints d'une maladie inconnue (L'Élixir du diable). Plus tard son état physique se dégradera mais Aria l'aidera à redevenir un jeune homme normal (Le Diable recomposé).
- Sacristar : il est le "chef" d'une petite communauté dont il envoie tous les hommes valides se faire tuer à la tâche par pure vengeance car il a été forcé par son père de tuer sa mère. Il persécuta les Amazones avant d'être tué par Tigron (Sacristar).
- Staff : conseiller militaire de Suryam, il prend ombrage de la présence d'Aria pour redresser l'armée. Il trahit Suryam au profit de Galbec en démoralisant les troupes, mais cela ne suffit pas à empêcher Aria de réussir sa mission (La Fugue d'Aria).
- Stralabas : habillé en lépreux, il confie un « secret » à Aria : le chemin pour se rendre à un lac miraculeux qui soigne les maladies et guérit les blessures (Les Chevaliers d'Aquarius). Le secret se répand comme une traînée de poudre dans tous les villages alentour, et Aria s'aperçoit, mais trop tard, qu'il s'agit en réalité d'un homme-dragon d'Aquarius qui tente d'attirer le maximum de personnes pour remplir les rangs de l'armée de Glore.
- Suryam : seigneur dont les territoires sont la cible de Galbec l'envahisseur (La Fugue d'Aria). Il confie son armée à Aria afin qu'elle les entraîne à lutter contre l'armée de Galbec.
- Tigron : compagnon et amour d'enfance d'Aria (Vénus en colère), il est aussi le père de Sacham. Après la naissance de Sacham, horrifié par son apparence, il tente de le tuer, mais Rexanne l'en empêche et Aria le chasse (La Griffe de l'ange). Hanté par la culpabilité, il est réduit à la mendicité, mais son fils vient à son secours (La Voie des rats).
- Uthar : aventurier agressif, il fait partie du voyage vers le lac « miraculeux » d'Aquarius (Les Chevaliers d'Aquarius). D'abord hostile à Aria qui le défie plusieurs fois pour défendre les plus faibles, il frôle la mort dans les marécages, ce qui l'incite à sauver la jeune femme, également prise au piège. Par la suite, il est contaminé par les eaux du lac et part rejoindre l'armée de Glore.
- Vinken : seigneur sympathique possédant une armée impressionnante, mais impuissante face à la magie déployée par les sorciers de son frère, Alkaïr, qui lui a déclaré la guerre (La Montagne aux sorciers).
- Vulga : sorcière au service d'Alkaïr (La Montagne aux sorciers). Aria usurpe son identité dans l'espoir de déconcentrer les autres sorciers le temps que l'armée de Vinken arrive.
- Zdaïne : fille d'un marchand ambulant enlevée à 15 ans par des brigands, elle subit des incrustations de pierres précieuses (Le Tribunal des corbeaux).
- Zonkre : empereur fou obsédé par la jeunesse à tel point qu'il se fera construire un trône fait dans le roc par des hommes, des femmes et des enfants "criminels" (Le Méridien de Posidonia).

## Publication

### Albums
Édition Le Lombard
1. La Fugue d'Aria, 1982.
Ce premier album fait découvrir Aria, engagée comme conseiller militaire auprès de Suryam pour redresser son armée et lutter contre l'armée de Galbec l'envahisseur. Aria pour se faire obéir des soldats se cache sous une armure de guerre car c'est une femme.
2. La Montagne aux sorciers, 1982. 
En route pour l'aventure, Aria est piégée au milieu d'une épaisse fumée lumineuse irrespirable  mais est sauvée par son cheval qui la mène à Vinken en guerre avec son frère, Alkaïr, maître des forces surnaturelles.
3. La Septième Porte, 1983. 
Arcane qui lit le destin dans les lignes des feuilles des arbres transfère ses pouvoirs à Aria.
4. Les Chevaliers d'Aquarius, 1984. 
Aria apprend d'un homme habillé en lépreux qu'il existe un lac guérissant les blessures et les maladies de ceux qui s'y baignent. Mais d'autres entendent cette révélation et partent en direction du lac miraculeux.
5. Les Larmes de la déesse, 1985. 
Le lac miraculeux, en réalité, transforme les hommes les plus forts en homme-dragons dotés d'une force surhumaine. Glore, esclave en fuite, a également été transformé, mais il veut se venger du roi et dirige ses hommes-dragons vers la cité. Aria a réussi à s'enfuir et tente d'arriver la première afin d'avertir le roi et de le préparer à l'assaut de cette armée.
6. L'Anneau des Elflings, 1985.
Cet album est marqué par un changement d'apparence pour Aria, dessinée un peu plus petite, avec des cheveux bouclés et une tête plus ronde. Aria rencontre un petit garçon qui a reçu un anneau de son amie, une petite Elfling (genre de petite elfe que les adultes ne voient pas). S’il n'est pas remis tout de suite à sa place cela risque de provoquer une catastrophe.
7. Le Tribunal des corbeaux, 1986.
Pour sauver une enfant enlevée par de mystérieux cavaliers Aria part vers une ville où d'étranges corbeaux règnent en maîtres.
8. Le Méridien de Posidonia, 1987.
Aria est capturée et jetée dans une grotte où des esclaves travaillent jusqu'à épuisement.
9. Le Combat des dames, 1987.
Aria est attaquée par un tigre mais les habitants d'une maison proche la recueillent. Aria propose alors de combattre pour eux à des jeux d'hiver dans la ville de Travelborg pour qu'ils puissent payer leurs dettes.
10. Œil d'ange, 1988.
Aria est arrêtée pour vol. Dans le même temps un livre de prédiction indéchiffrable est découvert. Seule pourrait le lire une femme portant au front une Gornexe, fleur de météorite à dix pétales et aux pouvoirs divinatoires.
11. Les Indomptables, 1988.
Aria va tenter de sauver une femelle Taurok, gros animal à carapace, poursuivie par des chasseurs.
12. Janessandre, 1989.
Aria, confondue avec une autre femme est emmenée pour être vendue comme esclave.
13. Le Cri du prophète, 1990.
Aria se lance à la poursuite de voleurs de chevaux qui ont emmené son cheval, Furia, dans un véritable labyrinthe de rochers.
14. Le Voleur de lumière, 1991.
Aria se met en quête d'un coffret ayant appartenu à son père et contenant sept sceptres étrangement lumineux.
15. Vendéric, 1992.
Mourant, un musicien crucifié transfère son âme à Aria et lui confie la mission de libérer son pays, avec pour toute arme son courage, sa harpe et ses sceptres de lumière.

Édition Dupuis
1. Ove, 1994.
Aria rencontre Ove, une jeune fille qui se croit la réincarnation de la première femme de Guévrenne, le gouverneur de la Plénade, et affirme qu'il serait toujours vivant même après 504 ans. Ensemble, elles entreprennent un long voyage.
2. La Vestale de Satan, 1995.
Après une bagarre durant laquelle elle a perdu connaissance, Aria recherche son agresseur.
3. Vénus en colère, 1996.
Aria se fait capturer par des bandits de grands chemins aux visages familiers. Elle reconnait en eux les enfants avec lesquels elle avait été contrainte au vol et à la prostitution. La reconnaissant, ceux-ci la libèrent.
4. Sacristar, 1997.
Aria rencontre des Amazones qui lui demandent de se débarrasser de Sacristar qui veut éliminer toutes les femmes de la région.
5. La Fleur au ventre, 1998.
Aria, enceinte, décide de retourner dans son pays natal pour élever son enfant en toute sécurité. Mais sur sa route se dressent de nombreux obstacles.
6. La Griffe de l'ange, 1999.
Aria accouche dans son château mais son bébé est effrayant, couvert d'écailles, griffu et pouvant communiquer par la pensée…
7. La Voie des rats, 2000.
Sacham, le fils d'Aria, est guéri mais il est réveillé chaque nuit par des cauchemars représentant Tigron, son père, qui avait tenté de le tuer enfant. Pour lui, il n'existe qu'une solution à ces cauchemars, trouver Tigron et lui pardonner son geste.
8. Le Poussar, 2001.
Aria doit retrouver une peluche aux pouvoirs mystérieux.
9. L'Âme captive, 2002.
Aria doit détruire une bille de pierre dans laquelle se trouverait une âme. Pour cela elle doit trouver d'étranges créatures nommées les draguédons.
10. Florineige, 2003.
Aria a été vendue comme esclave mais elle va tout faire pour se libérer avec tous ceux qui sont dans la même condition.
11. Le Jardin de Baohm, 2004.
Le cheval d'Aria, blessé et drogué par une lance empoisonnée, s'enfuit. Aria, effondrée, est recueillie par une secte.
12. Chant d'étoile, 2005.
Aria découvre un petit couteau, dont la lame est gravée du nom de son fils, dans les affaires d'un bandit de grands chemins. Folle d'inquiétude, elle se lance à la recherche de son fils.
13. L'Élixir du diable, 2006.
Aria, son fils Sacham et Marvèle, la fiancée de ce dernier, sont en route vers Vandore afin d'y soigner la famille du gouverneur.
14. La Poupée aux yeux de lune, 2007.
Une troupe de saltimbanques se dirige vers le château d'Aria en Arnolite. Avec l'aide d'une étrange poupée aux "yeux de lune", ils détroussent les maisons et ne laissent que des cadavres.
15. Renaissance, 2008.
Aria se réveille après un long coma. Mais elle ne sait plus qui elle est. Seul reste un cauchemar où elle se voit se consumant sur un bûcher.
16. La Mamaïtha, 2009.
Aria mène le combat pour libérer l'Ovéron du tyran Dragannath et de la secte des Trigyres.
17. Le Diable recomposé, 2010.
Sacham fait une rechute de sa maladie congénitale. Aria l'aide à lutter contre sa maladie mais tous deux doivent fuir car une troupe de tueurs recherche Sacham pour tuer le diable qu'il est accusé d'être devenu.
18. Les Rescapés du souvenir, 2011.
Sacham détecte un profond traumatisme dans la jeunesse d'Aria. Celle-ci décide de prendre un bain qui lui permet de revivre en rêve l'évènement qui la traumatise.
19. Le Ventre de la mort, 2012.
Aria sort pour fêter le solstice d'hiver. Un étrange personnage la suit et l'agresse.
20. Le Pouvoir des cendres, 2013.
Aria part en Astrakale pour y ramener les cendres d'un oiseau dans une urne funéraire qu'elle a reçu lors de l'épisode Le Ventre de la mort.
21. Le Chemin des crêtes, 2014. 
Aria en promenade à cheval renverse un elfe à la tête fleurie. L'elfe disparait dans la forêt… Aria installe son bivouac pour la nuit mais d'autres elfes la font prisonnière.
22. Faites taire l'accusée, 2015.
23. Le Trône du diable, 2017.
24. Flammes Salvatrices, 2019.
25. Carnet de Voyage, 2021.